# Nikolaï Denkov
Nikolaï Denkov (en bulgare : Николай Денков), né le 3 septembre 1962 à Stara Zagora, est un homme politique bulgare. Il est Premier ministre du 6 juin 2023 au 9 avril 2024.

## Biographie

### Ministre de l'Éducation

#### Premier passage
Le 27 janvier 2017, il est nommé ministre de l'Éducation et de la Science dans le gouvernement Guerdjikov, formé pour organiser les élections législatives de la même année.

#### Second passage
Il est de nouveau nommé ministre de l'Éducation et de la Science le 12 mai 2021, à la suite des élections législatives du mois précédent, n’ayant pu déboucher sur la formation d'une coalition.
Il est reconduit le 16 septembre 2021, après un nouveau scrutin législatif ayant abouti à la même situation,.
Après les élections législatives bulgares de novembre 2021 remportées par Nous continuons le changement, il est de nouveau reconduit dans le gouvernement Petkov. Le 13 décembre, le gouvernement reçoit la confiance de l'Assemblée par 134 voix pour et 104 contre.

### Premier ministre

#### Première désignation avortée
Après les élections législatives bulgares de 2022, la tâche de former un gouvernement passe au parti arrivé deuxième, Nous continuons le changement. Ce dernier propose au président Radev de nommer formateur Denkov, ce qu'il fait le 3 janvier 2023. Denkov juge très faibles ses chances de former un gouvernement, rendant probable la tenue de nouvelles élections anticipées au printemps. Il tente trois jours plus tard de faire voter par le Parlement une déclaration d'intention sur une liste de « priorités nationales », mais celle-ci ne reçoit que 63 voix pour sur 177 présents. Le 9 janvier, Denkov rend son mandat sans tenter d'aller plus loin  dans la formation d'un gouvernement.

#### Seconde désignation et investiture
Après plusieurs jours d'intenses négociations entre le GERB et le PP-DB à la suite des élections législatives bulgares de 2023, un accord est annoncé à la surprise générale le 22 mai. L'accord prévoit la formation d'un gouvernement de coalition composé d'experts apolitiques pour une période d'au moins dix-huit mois, avec une rotation tous les neuf mois du Premier ministre et d'un vice-Premier ministre entre membres du PP et du GERB. Le DB assure quant à lui un soutien sans participation au gouvernement. Mariya Gabriel (GERB) est désignée vice-Première ministre et ministre des Affaires étrangères,. Elle doit prendre sa place à la tête du gouvernement après neuf mois.
C'est la première fois depuis le début de la crise politique initiée deux ans plus tôt qu'un parti de l'opposition à Boïko Borissov accepte de former une coalition avec le GERB. Les partis membres de l'accord justifient leur décision par le besoin de mettre fin à l'impasse politique ayant conduit à la tenue de scrutins à répétition — cinq élections en trois ans. Les gouvernements occidentaux ont soutenu en coulisse la formation de cette coalition.
La composition gouvernementale est annoncée le 2 juin, à la suite de quoi le gouvernement est investi (par 134 voix favorables) et assermenté le 6 juin,. Si Boïko Borissov n’intègre pas le gouvernement, il reste considéré comme le véritable homme fort de la coalition.
Le 5 mars 2024, Denkov annonce sa démission, dans le cadre d'un accord de rotation avec Mariya Gabriel. Le 18 mars, celle-ci est chargée de former un gouvernement, mais les négociations entre les partis échouent. Le 9 avril, Denkov est remplacé par Dimitar Glavtchev qui forme un gouvernement de transition.